# Eumecosoma metallescens
Eumecosoma metallescens är en tvåvingeart som beskrevs av Ignaz Rudolph Schiner 1868. Eumecosoma metallescens ingår i släktet Eumecosoma och familjen rovflugor.
Artens utbredningsområde är Peru. Inga underarter finns listade i Catalogue of Life.